# Східна перлина
Східна перлина (кит.: 东方明珠塔) — третя за висотою телевежа Азії, розташована в Шанхаї, КНР, висотою 468 метрів. Є п'ятою телевежею за висотою у світі після Останкінської в Москві, CN Tower у Торонто, Гуанчжоу та Tokyo Skytree. Була найвищою спорудою Китаю до 2008 року, коли збудували Шанхайський всесвітній фінансовий центр. Проект вежі було розроблено китайським архітектором Цзян Хуан Ченом. Будівництво було розпочато в 1991 і завершено в 1995 році.
У Телевежі розташовано 11 великих та малих сфер. Дві найбільші сфери мають діаметр 50 та 45 метрів, найвища сфера має діаметр 14 метрів. Також в вежі розташовано 15 обсерваторій найвища з котрих розташована на висоті 350 метрів, а найнижча на висоті 90 метрів. На висоті 267 метрів розташований обертовий ресторан. На висоті 271 метр розташований бар і танцювальний майданчик. Між двома великими сферами розташований 20-кімнатний готель.